# Lorenzo Pilat
Lorenzo Pilat, noto anche con lo pseudonimo di Pilade (Trieste, 24 giugno 1938), è un cantante e compositore italiano.

## Biografia
Dopo aver conseguito il diploma di perito industriale in Elettrotecnica, si trasferì ancora giovane a Milano per cominciare la carriera di cantante. Vinse la sezione Giovani della prima edizione del Festivalbar; l'organizzatore e patron della manifestazione, Vittorio Salvetti, lo propose ad Adriano Celentano come componente del Clan. Incise così sotto lo pseudonimo di Pilade diverse canzoni di successo come Charlie Brown, La legge del menga e Un po' di vino (quest'ultima incisa in duetto con lo stesso Celentano) che lo fecero conoscere presso il grande pubblico.

## Carriera
Negli anni Sessanta, Pilat continuò a esibirsi in Italia e all’estero, ma ottenne il suo successo maggiore come compositore.

Rilevante è stato il suo ruolo come autore nella valorizzazione di molti artisti italiani: è stato autore de La rosa nera, interpretata da Gigliola Cinquetti e, per la stessa cantante, de Alle porte del sole, brano che vinse l'edizione 1973 di Canzonissima e che fu portata al successo negli USA da Al Martino col titolo di To the Door of the Sun. Pochi mesi dopo, il 6 aprile 1974, è il coautore con Daniele Pace, Mario Panzeri e Corrado Conti della canzone intitolata "Sì" che la stessa Cinquetti porta all'Eurovision Song Contest di Brighton ottenendo un lusinghiero secondo posto alle spalle del gruppo svedese ABBA.

Lorenzo Pilat con Daniele Pace (al centro) e Gene Pitney (a destra); foto tratta da ABC del 6 novembre 1966

Pilat successivamente firma due importanti hit per Orietta Berti, Finché la barca va e Non illuderti mai, canzoni che hanno avuto un gran successo in Italia e in Germania; per Gianni Nazzaro scrive Quanto è bella lei, che vinse l'edizione 1972 di "Un disco per l'estate".
Per quest'ultimo nel 1974 compone anche Vino amaro, brano dolce e malinconico che ottenne un grande successo in Germania ed è tuttora compreso nel repertorio di molte orchestre italiane. Ha partecipato come autore allo Zecchino d'Oro scrivendo due canzoni: "Tutto questo per un chiodo" e "Se manca pane e vino cosa fai?".
Nell'edizione 1969 del Festival di Sanremo, Lorenzo Pilat si presenta come autore con il brano Alla fine della strada che verrà portato al successo mondiale dal cantante gallese Tom Jones, per la quale venne adattata in inglese col titolo di Love me tonight, a tutt'oggi uno dei brani più venduti oltreoceano; il brano, nell'edizione festivaliera del 1969 viene presentato dai Casuals in coppia con Junior Magli.
Come autore partecipa a ben 23 edizioni del Festival di Sanremo.
Come interprete ha registrato parecchi Lp, soprattutto rivisitazioni di brani folcloristici della tradizione triestina.
Fra le sue canzoni più importanti e ricche di spunti interessanti si possono ricordare 71, Vino amaro, Credi mama, Finanziere, Giovedì, Adriana, Madonna d'amore, Lassime star cussì, Torno a Trieste, El pìe taià, Trieste piena de mar e Come te pol dimenticarte de Trieste. Amatissima dai giovani La cavala zelante.
Lorenzo Pilat ha partecipato tre volte come cantante al Festival di Sanremo, la prima volta nel 1966 in coppia con Adriano Celentano, cantando Il ragazzo della Via Gluck, la seconda volta nel 1968 in coppia con Nino Ferrer cantò Il Re d'Inghilterra, mentre nel 1975 si presentò in solitario, presentando Madonna d'amore, che vinse anche il premio della critica giornalistica come miglior testo; nel 1971 ha partecipato invece a Un disco per l'estate con il brano 71.
È apparso sugli schermi di Canale 5 nelle edizioni di Festivalbar nel 1986 e nel 1991 in due puntate del popolare programma Maurizio Costanzo Show, sempre su Canale 5.
In anni recenti ha registrato una nuova versione di Alla fine della strada e vari cd con rifacimenti moderni ed attuali, di composizioni proprie (anche in dialetto triestino). Inoltre ha racchiuso in sei cd tutta la sua discografia in dialetto triestino.
La sua fama all'estero è legata alla composizione e all'arrangiamento di colonne sonore di importanti film.
Negli anni '80 vince il Grammy Award, uno dei più prestigiosi riconoscimenti degli Stati Uniti, per aver superato il milione di esecuzioni radiofoniche con la canzone "Love me tonight".
Ad aprile 2010 appare in veste di identità nascosta nella trasmissione Soliti ignoti - Identità nascoste su Rai 1.

## Discografia parziale

### 33 giri (pubblicati come Lorenzo Pilat)
- 1973: Trieste matta (CBS, 65477)
- 1975: La mula (CBS)
- 1978: Io, Trieste (Poor Cow, LTS 040)
- 1981: Trieste mia (CGD)

### 45 giri (pubblicati come Pilade)
- 1965: D'accordo/Ciao ciao ciao (Ciao!Ragazzi, CR. 01001)
- 1965: Charlie Brown/In tredici (Ciao!Ragazzi, CR. 01005)
- 1965: Shenandoah/Charlie Brown (Ciao!Ragazzi, CR. 01007)
- 1966: Lei non può/La mia ciccia (Ciao!Ragazzi, CR. 01013)
- 1966: La mia ciccia/Vale più di noi (Ciao!Ragazzi, CR. 01016; sul lato B: Ico Cerutti)
- 1967: La legge del menga/Male e bene (Clan Celentano, ACC 24049)
- 1968: Non sono Frank Sinatra/Che notte sarà (Clan Celentano, ACC 24065)
- 9 marzo 1968: Il re d'Inghilterra/La tramontana (Clan Celentano, ACC 24072)
- 1968: Un po' di vino/Amami un giorno soltanto (Clan Celentano, ACC 24075)
- 1969: Angelino il camionista/Rosina (Clan Celentano, BF 69017)
- 1970: Ezechiele/È tempo di piangere (Clan Celentano, BF 69037)
- 1970: Tacata/L'universo (Mercury Records, 6027 002)

### 45 giri (altre partecipazioni)
- 1966: Il ragazzo della via Gluck (Clan Celentano, ACC 24033) inciso come Trio del Clan (insieme a Ico Cerutti e Gino Santercole)

### 45 giri (pubblicati come Lorenzo Pilat)
- 1971: 71/Settimo cielo (Leofilm, 163; con i Calibro 45)
- 1975: Madonna d'amore/Chi sarà la mia stella (CBS 3114)
- 1977: Matrimonio sbagliato/Fin da bambino (CBS 5182)
- 1977: Mamma Boogie/I believe her (CBS 5180) con il gruppo "La Quinta Strada"
- 1978: Buonanotte, buon Natale/Acqua, acqua fuoco, fuoco (Antenna Nord AN 49001)
- 1978: Finanziere/Giovedì (Antenna Nord AN 49002)
- 1978: Rocky Lopi Boogie/Baby I don't care (Antenna Nord AN 49003)
- 1982: Pinocchio rock/Credi mama (Ariston AR 00926)

### Musicassette (pubblicate come Lorenzo Pilat)
- 1982: Pilat Supercassetta (Poor Cow, LTSC 043)
- 1989: Pilat Un artista in cartolina (Poor Cow, LTSC 043)

### CD (pubblicati come Lorenzo Pilat)
- 2000: Ghost (Poor Cow)
- 2000: Pilade (DV More Record)
- 2000: Riccio di mare (Ed. Digital sound)
- 2002: La cavala zelante - Canzoni triestine n. 1 (Poor Cow)
- 2002: Torno a Trieste - Canzoni triestine n. 2 (Poor Cow)
- 2002: Trieste piena de mar - Canzoni triestine n. 3 (Poor Cow)
- 2002: Viva la bora - Canzoni triestine n. 4 (Poor Cow)
- 2005: Cuore da bambino (Poor Cow)
- 2006: Come te pol dimenticarte de Trieste - Canzoni triestine n. 5 (Poor Cow)
- 2006: Sussurrando melodie d'amore (Poor Cow)
- 2006: C'era una volta il Clan (Green/Duck Record)
- 2007: Canto le mie canzoni...! (Poor Cow)
- 2007: I famosi del Clan (Poor Cow)
- 2011: Voio far el sindaco (Poor Cow)

### Brani scritti per altri artisti (come Lorenzo Pilat)
- 1966: Come mai - Caterina Caselli
- 1967: Il re della speranza - Armando Savini
- 1967: Non c'è bisogno di camminare - Maurizio Arcieri
- 1967: La rosa nera - Gigliola Cinquetti
- 1967: Sole spento - Caterina Caselli
- 1968: L’attore - Adriano Celentano
- 1968: L’orologio - Caterina Caselli
- 1968: Johnny lo svelto - Gene Pitney
- 1968: Non illuderti mai - Orietta Berti
- 1969: Emanuel - Caterina Caselli
- 1969: Alla fine della strada - Junior Magli - Tom Jones - The Casuals
- 1969: La rivale - Katty Line
- 1969: Se ne va - Orietta Berti
- 1969: Volano le rondini - Gigliola Cinquetti
- 1969: Una luce mai accesa - Caterina Caselli
- 1970: Romantico blues - Bobby Solo - Gigliola Cinquetti
- 1970: Fin che la barca va - Orietta Berti
- 1970: Una bambola blu - Orietta Berti
- 1971: Ritorna amore - Orietta Berti
- 1972: Una casa senza nome - Caterina Caselli (inedito)
- 1972: Quanto è bella lei - Gianni Nazzaro
- 1972: Vino amaro - Gianni Nazzaro
- 1975: She - La Quinta Strada
- 1976: Una casa senza nome - Umberto Lupi